# Johann Fugger il Vecchio
Johann Fugger, detto il Vecchio, in tedesco indicato anche come Hans Fugger (Babenhausen, 1º giugno 1583 – Telfs, 28 aprile 1633), è stato un banchiere, mercante e nobile tedesco, membro di una delle più importanti famiglie di banchieri d'Europa.

## Biografia
Primogenito dei figli sopravvissuti di Jacob III Fugger e di sua moglie, Anna Ilsung, dopo la morte di suo padre nel 1598 Johann si trovò a gestire le signorie di Babenhausen e Boos che aveva appunto ereditato dal genitore. Le signorie dei Fugger vennero divise tra i vari figli maschi della famiglia nel 1620 e scambiate tra i membri della stessa famiglia poco dopo. Johann ottenne così la signoria di Boos, cedendo la signoria di Babenhausen a suo fratello Massimiliano (1587–1629).

## Matrimonio e figli

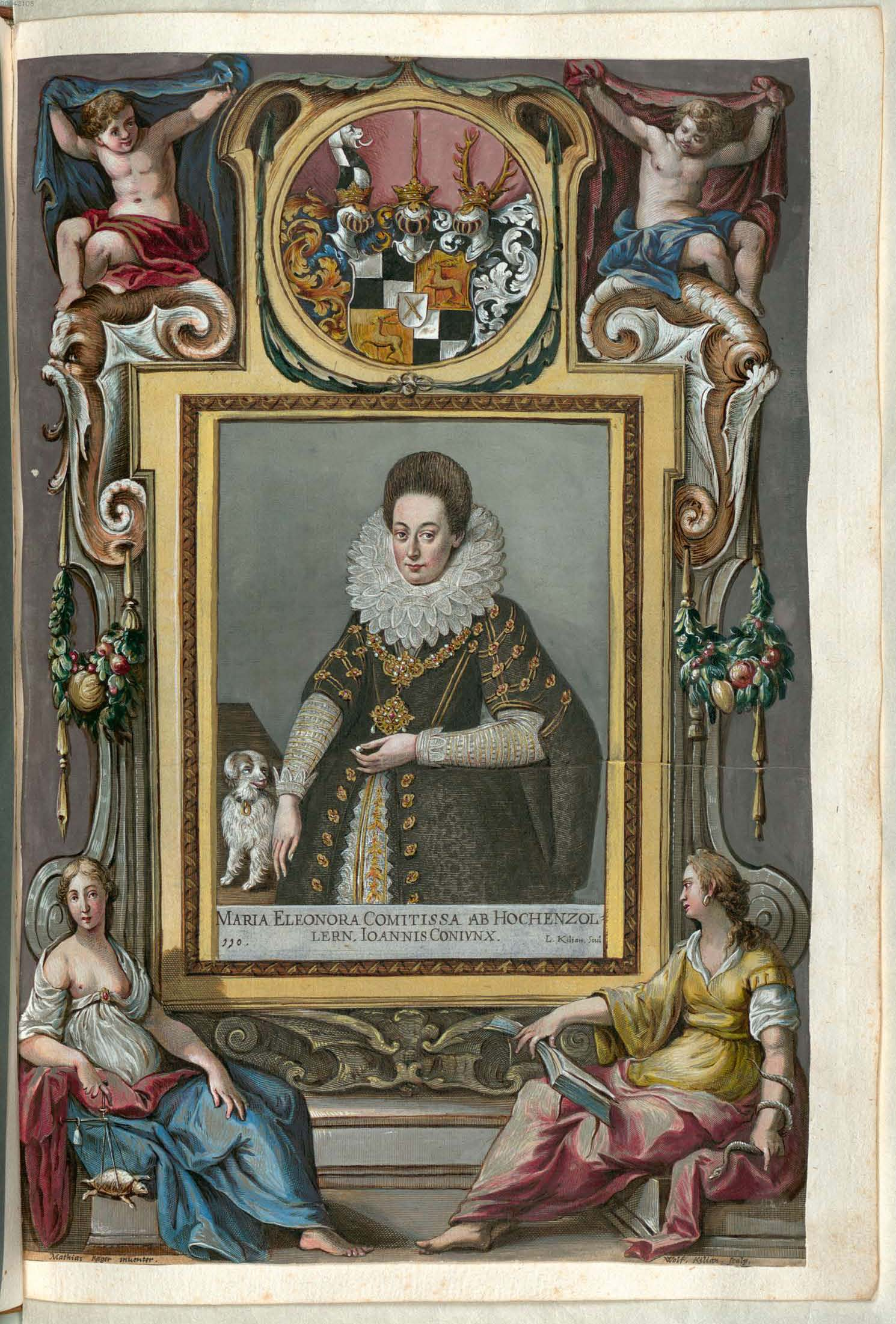
Maria Eleonora di Hohenzollern-Sigmaringen, moglie di Johann Fugger il Vecchio

Nel 1605 sposò la contessa Maria Eleonora di Hohenzollern-Sigmaringen (1586-1668), figlia di Carlo II di Hohenzollern-Sigmaringen. Questo matrimonio portò grande lustro alla famiglia dei Fugger in quanto gli Hohezollern-Sigmaringen erano imparentati coi ben più famosi sovrani del Brandeburgo. Johann e Maria Eleonora ebbero insieme i seguenti eredi:
- Jakob (1606–1632), successore paterno
- Maria Eleonore (1607–1607)
- Maria Anna (1608–1649)
- Maria Katharina (1609–1685)
- Maria Euphrosina, monaca al monastero di Holzen (1610–1630)
- Maria Jakobäa, priora del Katharinenkloster Augsburg (ca. 1611–1693)
- Maria Sibylla, monaca al Katharinenkloster Augsburg (1612–1632)
- Johann Franz, signore di Babenhausen (1613–1668)
- Maria Margareta, monaca a Holzen e poi a Inzigkofen (1614–1656)
- Karl (1615–1615)
- Maria Maximilliana, vice priora a Holzen (1616–1687)
- Johann Graf Fugger, signore di Boos, Heimertingen, Pless e Leder (1618–1663)